# Muntele Montserrat

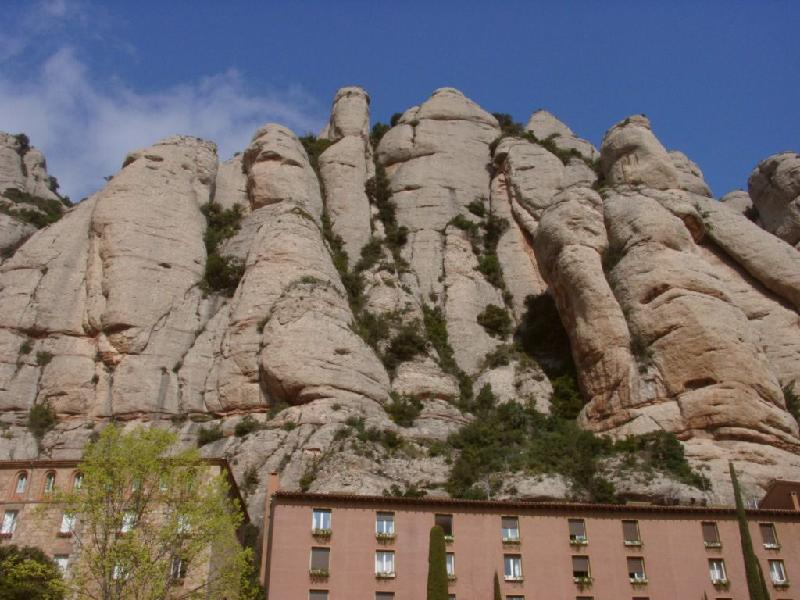
Vârful estic Montserrat

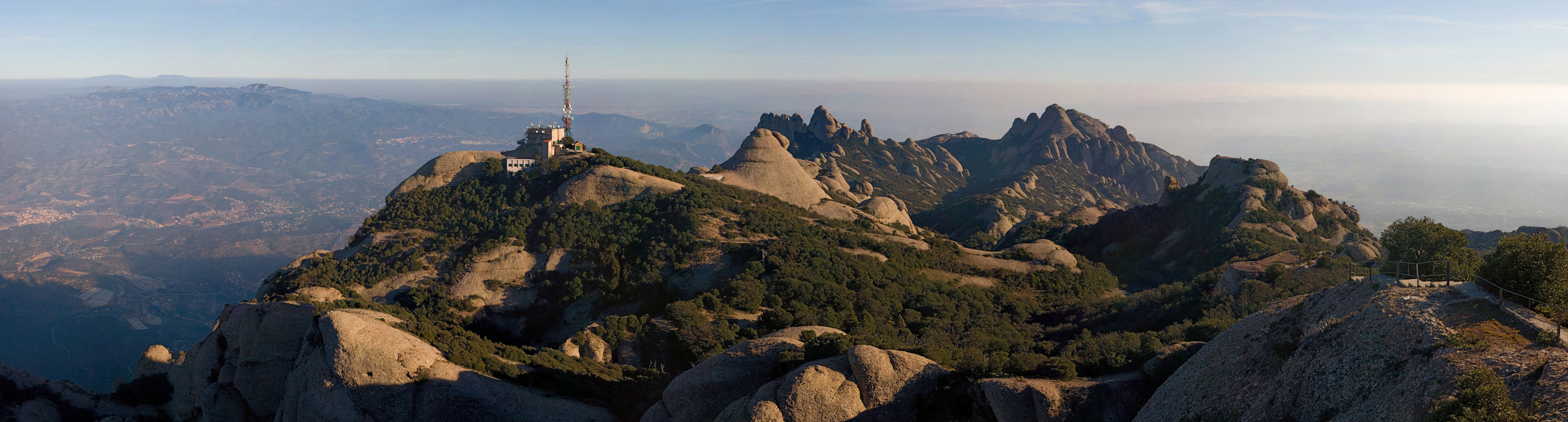
Vedere panoramă spre Montserrat

Muntele Montserrat (Muntele Zimțat) este un munte alcătuit din gresii situat în ținutul deluros al Cataloniei cu capitala la Barcelona. 
Sub vârful estic al masivului muntos se află Mănăstirea Montserrat. Vârfurile muntelui apar ca niște dinți, acest proces fiind rezultatul eroziunii, care a luat naștere datorită durității diferite a rocilor. 
De la mănăstire (720 m) se poate ajunge pe căi turistice amenajate pe vârful cel mai înalt al muntelui Sant Jeroni (1.236 m înălțime). 
Pe Muntele Montserrat se poate ajunge de la valea râului Llobregat pe o șosea plină de serpentine, sau cu un teleferic pus în funcțiune din anul 2003, ca și o cale ferată cu cremalieră din „Monistrol” cu care se poate ajunge direct la mănăstire. 
De la mănăstire se poate ajunge cu telefericul din 1917 pe vârful „Sant Joan” și pe Drumul Crucii unde este amenajată „Peștera Sfântă” și locul legendar unde a fost găsită Icoana Fecioarei din Montserrat. În masivul muntos mai sunt răspândite mănăstiri mai mici închinate sfântului Benedict de Nursia și sfintei Cecilia. 
Mănăstirea benedictină din zonă este atestată documentar din anul 945, la fel ca și o serie de așezări mai mici.